# Cheltenham Town Football Club
Maillots
Actualités
Cheltenham Town Football Club est un club anglais de football fondé en 1892 et basé à Cheltenham. 
Le club évolue depuis la saison 2024-2025 en League Two (quatrième division anglaise).

## Repères historiques
Fondé en 1892, le club adopte un statut professionnel en 1932 et rejoint la League en 1999 (quatrième division).
À l'issue de la saison 2020-2021, le club est promu en EFL League One (troisième division anglaise), en remportant le championnat.
À l'issue de la saison 2023-2024, le club est rélegué en EFL League Two (quatrième division anglaise).

## Palmarès
- League Two (quatrième division) :
  - Champion : 2021.

- Conference National (cinquième division)  :
  - Champion : 1999 et 2016.
  - Vice-champion : 1998.

- FA Trophy :
  - Vainqueur : 1998.

## Personnalités du club

### Entraîneurs
- 2008-2009 :  Martin Allen

### Joueurs célèbres
- Mike Duff
- Keith Lowe
- Jack Butland

## Identité visuelle

Ancien logo du club